# Saint-Georges-de-Reintembault
Saint-Georges-de-Reintembault è un comune francese di 1 685 abitanti situato nel dipartimento dell'Ille-et-Vilaine nella regione della Bretagna.

## Società

### Evoluzione demografica
Abitanti censiti